# Лазарево (Ленинградская область)
Лазарево — деревня в Ям-Тёсовском сельском поселении Лужского района Ленинградской области.

## История
Деревня Лазарева упоминается на карте Санкт-Петербургской губернии 1792 года, А. М. Вильбрехта.

ЛАЗАРЕВО — деревня при реке Тесове. Люткинского сельского общества, прихода села Флоровского.
 
Крестьянских дворов — 5. Строений — 13, в том числе жилых — 7. 

Число жителей по семейным спискам 1879 г.: 14 м. п., 19 ж. п.; по приходским сведениям 1879 г.: 16 м. п., 17 ж. п.

В конце XIX — начале XX века деревня административно относилась к Тёсовской волости 5-го стана 3-го земского участка Новгородского уезда Новгородской губернии.

ЛАЗАРЕВО — деревня Лютинского сельского общества, дворов — 8, жилых домов — 8, число жителей: 25 м. п., 15 ж. п. 

Занятия жителей — земледелие, выпас телят.  (1907 год)

Согласно карте из «Исторического атласа Санкт-Петербургской Губернии» 1915 года деревня называлась Лазарева и насчитывала 5 крестьянских дворов.
По данным 1933 года деревня Лазарево входила в состав Волосковского сельсовета Оредежского района.
По данным 1966 и 1973 годов деревня Лазарево входила в состав Волосковского сельсовета Лужского района.
По данным 1990 года деревня Лазарево входила в состав Ям-Тёсовского сельсовета.
По данным 1997 года в деревне Лазарево Ям-Тёсовской волости не было постоянного населения, в 2002 году — 4 человека (все русские).
В 2007 году в деревне Лазарево Ям-Тёсовского СП проживали 3 человека, в 2010 году — также 3, в 2013 году — 6 человек.

## География
Деревня расположена в восточной части района на автодороге 41К-662 (Оредеж — Тёсово-4 — Чолово).
Расстояние до административного центра поселения — 11 км.
Расстояние до ближайшей железнодорожной станции Чолово — 17 км. 
Деревня расположена на правом берегу реки Тёсова.

## Демография
| 1879 | 1909 | 1997 | 2007 | 2010 | 2013 | 2017 |
| ---- | ---- | ---- | ---- | ---- | ---- | ---- |
| 33   | ↗40  | ↘0   | ↗3   | →3   | ↗6   | →6   |

## Улицы
Луговая.